# 第13师团 (日本陆军)
第13师团是大日本帝國陸軍的一个甲种师团，在1905年時成立，1925年解編；在1937年因中日戰爭再度組建。该师团所属山田梅二少将的第103旅团违反国际战争法参加了南京大屠杀的暴行。

## 簡介
1937年7月中日戰爭日趨白熱化後，日本常備部隊數量不足，所以日本本土開始徵召後備軍人重組部隊；第13師團是由管理仙台一代的第二師管區籌組，1937年9月10日重編。後來列入淞滬會戰後期增援部隊開赴中國戰場，參加了南京保衛戰，據信也參與了南京大屠杀。
在南京一役後，第13師團編入了華中派遣軍作戰序列中，參加了徐州會戰、武漢會戰等役，雖然上層隸屬單位更迭數次，但第13師團一直都在中國大陸戰場作戰。而甲級師團的2旅4團編制則在1942年12月改組；步兵第58聯隊移交給攻擊緬甸的第31師，後來該部隊仍持續在華中一帶與國民革命軍交戰，並在豫湘桂會戰中佔領了桂林、柳州、全縣等地。
1945年夏季，因大陸戰事趨於不利，該師團首先自廣西一帶撤退回華中沿海地區；並與第3師團一同列入中國派遣軍直屬部隊。在撤退到長沙時，日軍投降，部隊在同地繳械。
根據日本戰後出版的部隊史《若松聯隊回想錄》，第13師團下轄之步兵第65聯隊在華作戰8年期間，可確認之戰死人數為3,765人，可確認之病死、意外喪生、自殺身亡人數為917人，合計該聯隊在抗戰期間可確認之死亡人數為4,682人，然該聯隊在華作戰8年期間接收補充人員共53次、至少14,709名（其中第41次補充所接收補充人員人數不詳，然人數肯定極為可觀），1945年4月29日都安作戰結束後，另自獨立混成第88旅團轉入軍官15名、下士官兵540名補充因陣亡與傷重致殘造成的大量缺額，考慮可恢復的傷兵應不在補充範圍內，故該聯隊實際死亡人數肯定遠大於4,682人。

## 建制
1937年重建
第13师团
- 步兵第103旅团：旅团长山田梅二少将
  - 步兵第104联队
  - 步兵第65联队
- 步兵第26旅团：旅团长沼田德重少将
  - 步兵第116联队
  - 步兵第58联队
- 骑兵第17联队
- 山炮兵第19联队
- 工兵第13联队
- 辎重兵第13联队
- 通信队
- 卫生队：第1至第4野战医院。

1945年8月投降時編制
第13师团
- 歩兵第65聯隊（會津若松市）：服部卓四郎。
- 歩兵第104聯隊（仙台）：野口義男。
- 歩兵第116聯隊（新發田市）：岩下榮一。
- 野砲兵第19聯隊：石浜勲上校。
- 工兵第13聯隊：石川省三上校。
- 輜重兵第13聯隊：田原親雄上校。
- 第13師團通信隊：大薗廣志上校。
- 第13師團兵器勤務隊：中西新作上校。
- 第13師團衛生隊：橋本匡中校。
- 第13師團第1野戰醫院：藤井清士軍醫少校。
- 第13師團第2野戰醫院：中山恵夫軍醫少校。
- 第13師團第4野戰醫院：山田暢雄軍醫少校。
- 第13師團病馬廠：増田健治獸醫上尉。

## 部隊歷任主官
師長（中將職）
- 荻洲立兵：1937年（昭和12年）9月10日 - 1939年（昭和14年）8月1日
- 田中靜壹：1939年（昭和14年）8月1日 - 1940年（昭和15年）9月28日
- 内山英太郎：1940年（昭和15年）9月28日 - 1942年（昭和17年）8月17日
- 赤鹿理：1942年（昭和17年）8月17日 - 1945年（昭和20年）1月20日
- 吉田峯太郎：1945年（昭和20年）1月20日 - 1945年8月日本投降

参谋长
佃勇三郎大佐

## 軼事
- 1910年12月至1911年10月，蒋介石（蒋志清）从振武学校毕业后，以“士官候补生”身分进入第13师团野炮兵第19联队入伍实习。

## 相關項目
- 大日本帝國陸軍師團列表

## 註腳
1. ↑  . 鳳凰網. 2019-03-17  [2019-06-21]. （原始内容存档于2020-08-06）.
2. ↑  星半三郎編，《若松聯隊回想錄》，1977年，會津若松市，p191。
3. ↑  星半三郎編，《若松聯隊回想錄》，1977年，會津若松市，p165-p191。

## 外部連結
- 帝國陸軍～その制度と人事～
- 日本陸海軍事典